# Софипольское
Софипольское — упразднённое село Аургазинского района Башкирии. Вошло в 1983 году в состав села Толбазы, административного центра района.

## Топоним
В начале XX века называлось посёлок Софиполь или 2-й Ново-Николаевский. Софиполь от антропонима София и греч. (через русск.) поль «город».
От названия исчезнувшего села происходят названия улицы Софипольская в Толбазах, Софипольского месторождения бурого угля (сейчас законсервировано), Софипольской школы.

## История
Указ Президиума ВС Башкирской АССР от 25.11.1983 № 6-2/291 гласил:

В связи с фактическим слиянием объединить с. Софипольское и с. Толбазы Толбазинского сельсовета Аургазинского района в село Толбазы.— http://bashkortostan.news-city.info/docs/sistemao/dok_keqocz.htm

## Население
В начале XX века имело население 340 человек. В 1920 году было 118 дворов и 737 жителей.

## Инфраструктура
Открытая в 1903 году Софипольская земская школа сейчас именуется Софипольская школа (официально — Муниципальное общеобразовательное учреждение Средняя общеобразовательная школа № 3 с. Толбазы).